# 에보니주

에보니주의 위치

에보니주(영어: Ebonyi State)는 나이지리아의 남부에 있는 주로, 주도는 아바칼리키이다. 면적은 5,530km2이며, 인구는 4,339,136명(2005년)이다. 1996년 10월 1일 에누구주와 아비아주의 일부를 합병하여 신설되었다. 북쪽으로는 베누에주, 남쪽으로는 아비아주, 서쪽으로는 에누구주, 동쪽으로는 크로스리버주와 접한다.